# Coelogyne vermicularis
Coelogyne vermicularis är en orkidéart som beskrevs av Johannes Jacobus Smith.
Coelogyne vermicularis ingår i släktet Coelogyne och familjen orkidéer. Inga underarter finns listade i Catalogue of Life.